# .nu
.nu — национальный домен верхнего уровня для острова Ниуэ.
Как и в случае с некоторыми другими островными государствами, доменные имена во множестве продаются «на экспорт» и используются преимущественно сайтами, никак не связанными с Ниуэ. Домен очень популярен среди пользователей Швеции, Дании и Нидерландов, в языках которых слово «nu» переводится как «сейчас». Также используется для сайтов с тематикой «для взрослых» (содержащих порнографические материалы или рекламирующих услуги проституток), поскольку домен соответствует французскому слову «nu» («обнажённый»). На нём также размещалась онлайн-библиотека Library.nu, администровавшая из Ирландии через сервер в Киеве. Домен до 2003 года контролировался правительством Ниуэ, которое затем передало права массачусетской организации IUSN Foundation; с 2013 года доменом руководит Шведский Интернет-фонд, что власти Ниуэ оспорили в 2018 году. 